# Australia Cup (1962–1968)
Australia Cup – nieistniejące australijskie rozgrywki piłkarskie, rozgrywane w systemie pucharowym, organizowane przez Australian Soccer Association w latach 1962–1968. 
Pierwszy plan utworzenia rozgrywek o charakterze krajowym pojawiły się w 1961 roku i zostały zaproponowane przez prezesa Federacji Piłkarskiej Nowej Południowej Walii (ang. New South Wales Federation of Soccer Clubs) dr Henry’ego Seamonds. Rozgrywki ostatecznie ruszyły 1962 roku i brały w nim udział drużyny ze stanów: Australia Południowa, Nowa Południowa Walia, Queensland i Wiktoria. W 1963 roku do turnieju dołączyły kluby ze stanu Tasmania. Od 1964 roku w rozgrywkach brały udział również drużyny z Canberry (Australijskie Terytorium Stołeczne) i Perth (Australia Zachodnia). Nagroda pieniężna w I edycji turnieju wyniosła 5 tys. funtów szterlingów. Najbardziej utytułowaną drużyną w historii turnieju jest Sydney City (wówczas Hakoah Eastern Suburbs), która dwukrotnie zdobywała puchar Australian Cup (1965, 1968) 
W 2011 roku w trakcie prowadzonych prac remontowych w siedzibie klubu Sydney City został odnaleziony puchar przyznawany w ramach rozgrywek Australian Cup.

## Mecze finałowe
| Sezon | Zwycięzca              | Wynik   | Przegrany              |
| ----- | ---------------------- | ------- | ---------------------- |
| 1962  | Yugal                  | 8–1     | St. George Budapest    |
| 1963  | Slavia Melbourne       | 0–0 3–2 | KP Polonia             |
| 1964  | George Cross           | 3–2     | APIA Leichhardt Tigers |
| 1965  | Hakoah Eastern Suburbs | 1–1 2–1 | APIA Leichhardt Tigers |
| 1966  | APIA Leichhardt Tigers | 2–0     | Hakoah Eastern Suburbs |
| 1967  | Melbourne Hungaria     | 4–3     | APIA Leichhardt Tigers |
| 1968  | Hakoah Eastern Suburbs | 3–1 3–2 | Melbourne Hakoah       |

## Triumfatorzy i finaliści Australia Cup
| Lp. | Nazwa klubu            | Zdobywca | Finalista | Lata triumfów |
| --- | ---------------------- | -------- | --------- | ------------- |
| 1.  | Hakoah Eastern Suburbs | 2        | 1         | 1965, 1968    |
| 2.  | APIA Leichhardt Tigers | 1        | 3         | 1966          |
| 3.  | Melbourne Hungaria     | 1        | –         | 1967          |
|     | Slavia Melbourne       | 1        | –         | 1963          |
|     | Yugal                  | 1        | –         | 1962          |
|     | George Cross           | 1        | –         | 1964          |
| 7.  | KP Polonia             | –        | 1         | –             |
|     | Melbourne Hakoah       | –        | 1         | –             |
|     | St. George Budapest    | –        | 1         | –             |